# Agastachys odorata
Agastachys es un género monotípico de arbusto perteneciente a la familia de las proteáceas. Su única especie: Agastachys odorata, es un endemismo de  Australia. 

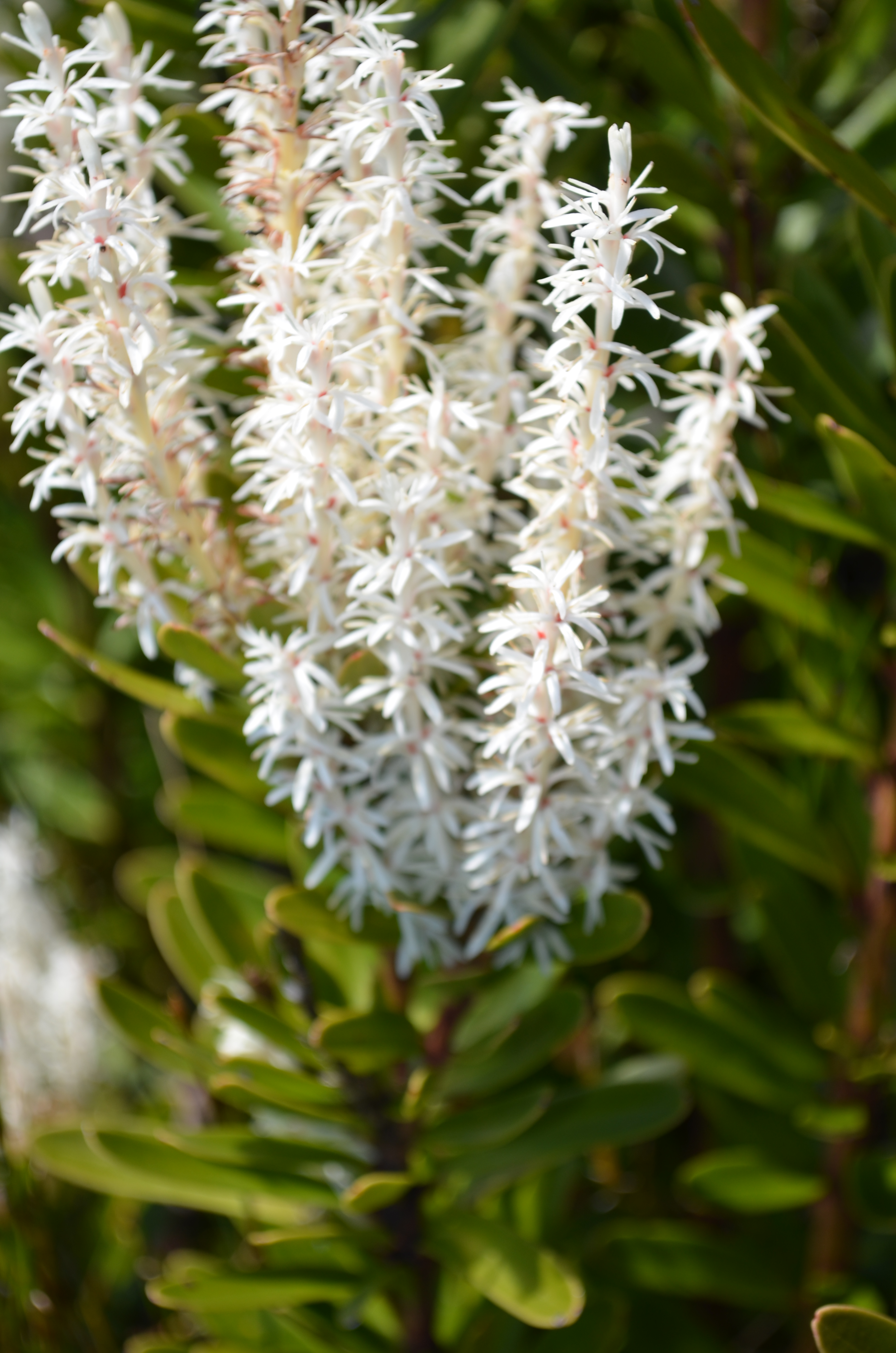
Inflorescencia

## Descripción
Es un arbusto perenne o pequeño árbol y es endémica de los brezales y pastos del oeste de Tasmania. Se presenta con mayor frecuencia en brezales húmedos y matorrales y ocasionalmente en las regiones alpinas, pero generalmente prefiere suelos bien drenados a los suelos pobres. Puede crecer en algunas selvas tropicales donde forma un pequeño árbol, pero es normalmente un arbusto en todas las demás situaciones. Las mayores concentraciones están a lo largo de la costa sur de la isla. Sus hojas son de color verde oscuro, sin pelo y casi suculenta. Las masas de flores blancas se producen en espigas erectas de los extremos de las ramas. Miden de 8 a 12 cm de altura, que aparecen en enero y febrero.

## Taxonomía
Agastachys odorata fue descrito por Robert Brown y publicado en Transactions of the Linnean Society of London 10: 158. 1811.
Sinonimia
- Lippomuellera odorata (R.Br.) Kuntze[6]